# Guntershausen bei Aadorf
Guntershausen bei Aadorf è una frazione di 1 447 abitanti del comune svizzero di Aadorf, nel Canton Turgovia (distretto di Münchwilen).

## Storia

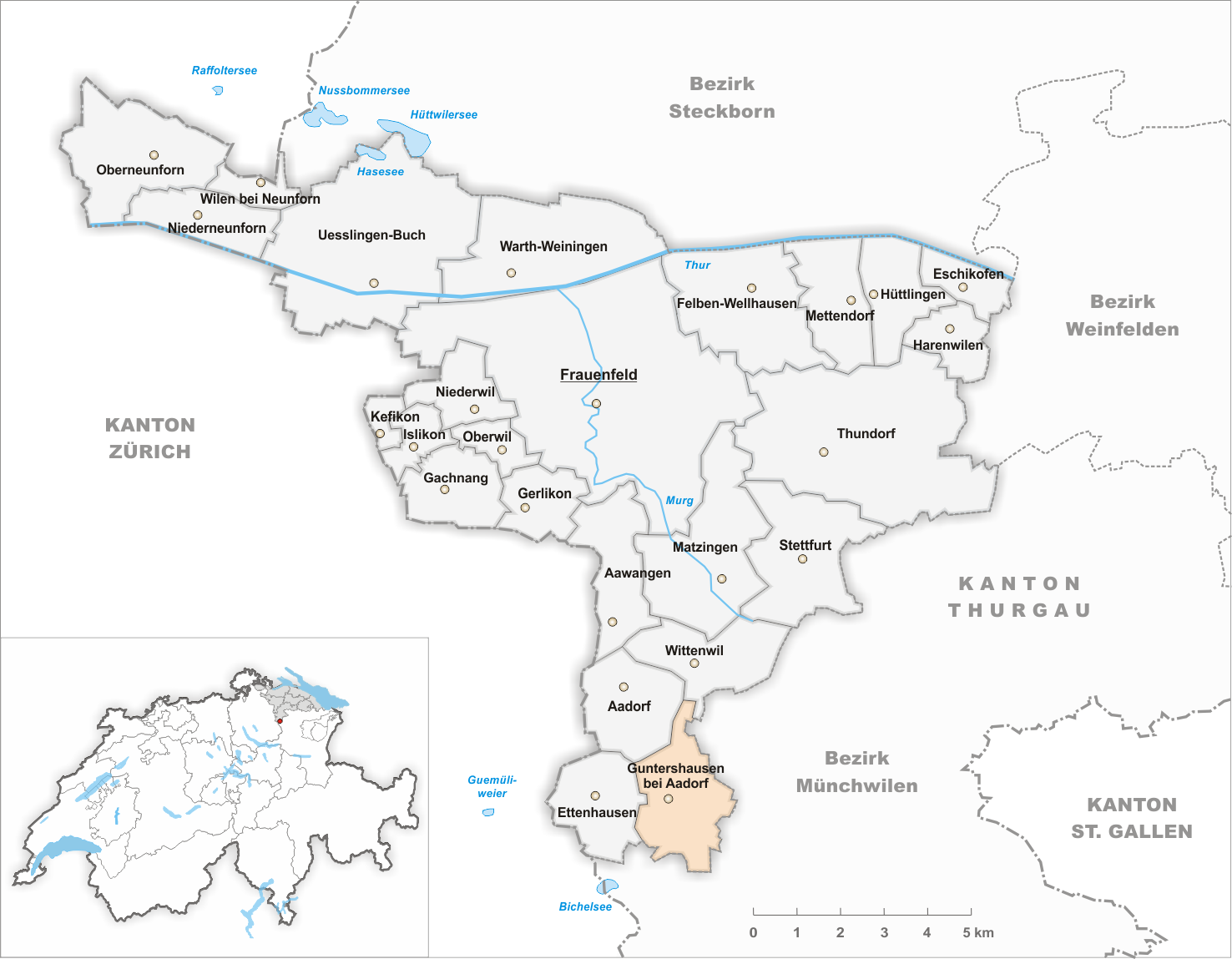
Il territorio del comune di Guntershausen bei Aadorf prima degli accorpamenti comunali del 1996

Già comune autonomo (Ortsgemeinde) appartenente al distretto di Frauenfeld e che comprendeva anche le frazioni di Maischhausen, Tänikon e Wittershausen, nel 1996 è stato aggregato al comune di Aadorf assieme agli altri comuni soppressi di Aawangen, Ettenhausen e Wittenwil.

## Monumenti e luoghi d'interesse

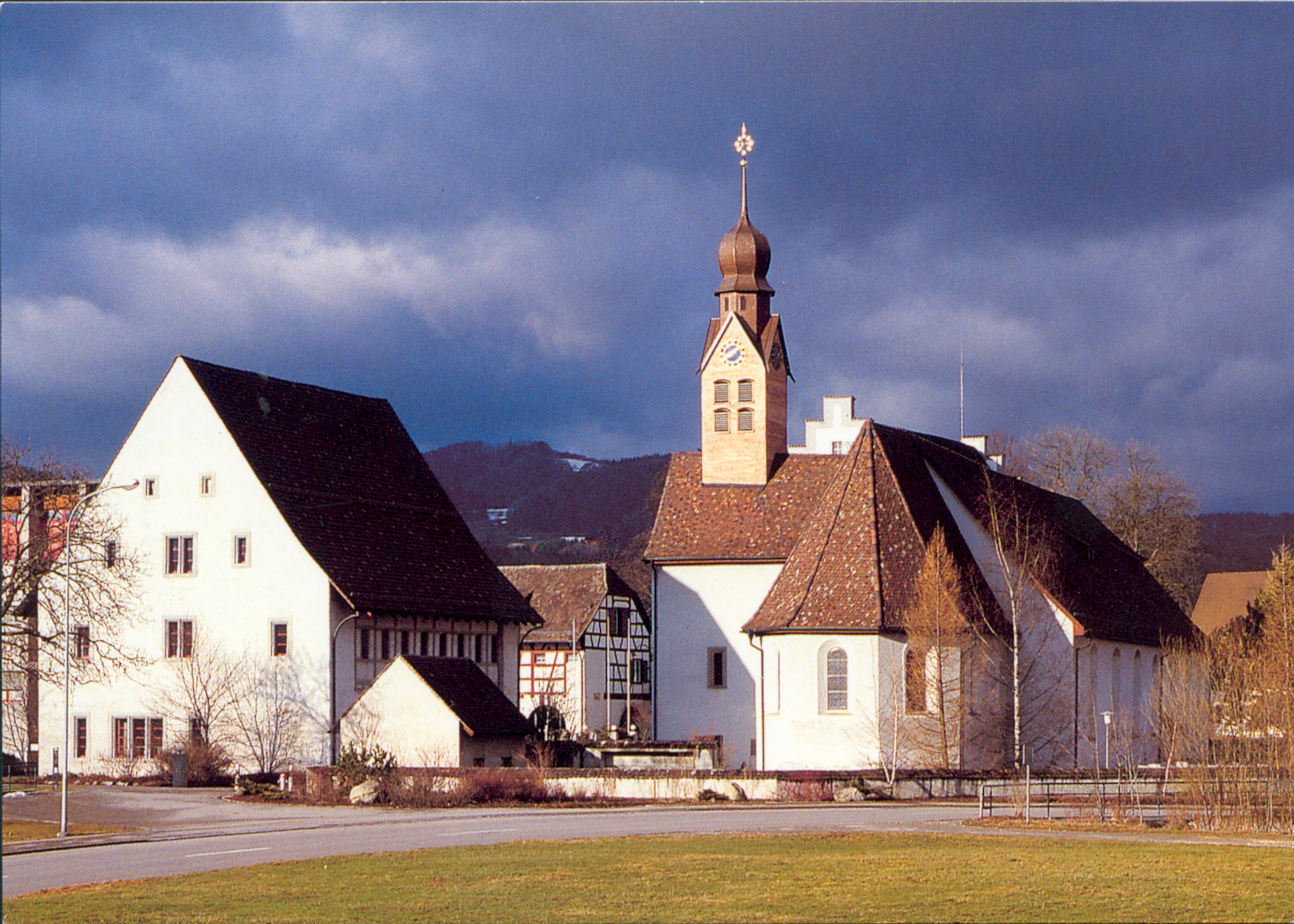
Il convento di Tänikon

- Convento femminile cistercense di Tänikon, attestato dal 1249[2].

## Società

### Evoluzione demografica
L'evoluzione demografica è riportata nella seguente tabella:
Abitanti censiti

## Amministrazione
Ogni famiglia originaria del luogo fa parte del cosiddetto comune patriziale e ha la responsabilità della manutenzione di ogni bene ricadente all'interno dei confini della frazione.

## Infrastrutture e trasporti
È servita dall'omonima stazione sulla ferrovia San Gallo-Winterthur.